# Tuber bituminatum
Tuber bituminatum Berk. & Broome – gatunek grzybów należący do rodziny truflowatych (Tuberaceae).

## Systematyka i nazewnictwo
Pozycja w klasyfikacji według Index Fungorum: Tuber, Tuberaceae, Pezizales, Pezizomycetidae, Pezizomycetes, Pezizomycotina, Ascomycota, Fungi.

## Morfologia
Owocnik
Kulistawy lub jajowaty, o regularnym pokroju. Okrywa jest czarna, a jej powierzchnia pokryta jest wielokątnymi brodawkami. Obłocznia żyłkowana, o luźnej konsystencji i charakterystycznej dla tego gatunku smolistej woni. Worki o jajowatym pokroju, na długich podstawach.
Zarodniki
Jajowate, brązowe.

## Znaczenie
Grzyby mikoryzowy, rozwijający się w glebie i wytwarzający podziemne owocniki (askokarpy).